# Министро-Ривадавия
Министро-Ривадавия (исп. Ministro Rivadavia) — посёлок в Аргентине в провинции Буэнос-Айрес. Часть агломерации Большой Буэнос-Айрес.

## История
Хотя первые европейские поселенцы появились в этих местах ещё при основании Буэнос-Айреса, активное заселение началось с 1830-х годов. Возникшее здесь поселение называлось тогда «Монте-де-лос-Чинголос». Впоследствии оно было переименовано в «Министро-Ривадавия» — в честь Мартина Ривадавия (внука Бернардино Ривадавия), который был морским министром Аргентины в 1898—1901 годах.